# Bernardino García García
Bernandino García García   fue un militar español cuya vida castrense se desarrolló fundamentalmente en Cuba, en el final de la época colonial española en dicha Isla. La mayor parte de sus ascensos en el Ejército español lo fueron por méritos de guerra, a los que se unieron numerosas menciones y condecoraciones.
Sus dos hijos varones también formaron parte del Ejército español: el coronel de Infantería Antonio García Pérez y el capitán de Infantería Fausto García Pérez.

## Biografía
Hijo de Esteban García Blázquez y de Teresa García de la Cámara, naturales, respectivamente, de Villar del Ala (Soria) y Rollamienta (Soria), nació en esta última localidad el 20 de mayo de 1844.
En 1865, a los veintiún años, se alistó como voluntario en el Ejército español, comenzando a servir en el Regimiento de Infantería de la Constitución n.º 29, en el que al año siguiente fue elegido cabo segundo por sus conocimientos y comportamiento y en 1867 cabo primero, por iguales motivos. Participó en el alzamiento de septiembre de 1868, que derrocó a Isabel II de España,  por lo que recibió en recompensa el grado de sargento segundo. Hasta 1870 guarneció diversas plazas, entre ellas Madrid, Valladolid, Santander y Cádiz.
Tras residir durante dos años en Cádiz, pasó voluntariamente al Ejército de la Isla de Cuba en 1870 con el empleo de sargento primero y por un plazo de seis años, embarcando en el vapor Marsella el 2 de noviembre de 1870 y llegando a La Habana tras veinticinco días de navegación. Meses más tarde llegará a la Isla Amalia Pérez Barrientos, natural de Ciudad Rodrigo (Salamanca), para casarse con él y acompañarle durante los siete años que permanecerá en Cuba, Su primer destino fue el Regimiento de Infantería de la Reina n.º 2, que se encontraba de operaciones contra los insurrectos, en cuyas filas combatió incansablemente durante el año siguiente en el Departamento Central, tomando parte en numerosas acciones, entre ellas en la de Santa Ana de Lleó, el 9 de junio, contra fuerzas rebeldes auxiliadas por venezolanas. Días después, el 19 de agosto, fue herido de gravedad en el brazo derecho durante el ataque al campamento rebelde de Santa Rita, defendido por el mayor general Vicente García González, conocido como “El león de Santa Rita”. Los meses siguientes permaneció en las enfermerías de Guasimaro y Cascorro (Cuba) y, finalmente, en el Hospital de Puerto Príncipe, hasta su recuperación total, en febrero de 1872, tras lo cual salió enseguida de operaciones con su Regimiento. Como recompensa a su actuación en Santa Rita de Lleó recibió el empleo de alférez y el grado de teniente.
Como consecuencia de su ascenso, fue destinado en mayo de 1872 al Batallón Ligeros de Color, al que se incorporó en Puerto Príncipe y en el que permaneció por espacio de un año, hasta ser trasladado al Regimiento de la Corona, que guarnecía la jurisdicción de Guantánamo y en el que solo permaneció unos meses, para retornar al Regimiento de la Reina, residente en Puerto Príncipe, donde el 3 de enero de 1874 nació su primogénito Antonio García Pérez, que seguirá la tradición militar. El resto del año participó en gran número de combates, siendo recompensado con el empleo de teniente por su destacada intervención en la batalla de las Guásimas de Machado y resistir el subsiguiente cerco, acciones que tuvieron lugar a lo largo de los días 15 a 19 de mayo en Camagüey y en las que intervino el generalísimo Máximo Gómez, junto con el general Vicente García González, Antonio Maceo y otros jefes militares cubanos.
En febrero de 1875 se trasladó por mar a Cienfuegos, combatiendo a los rebeldes en esta jurisdicción y en las de Sancti Spiritus (Cuba) y Santa Clara (Cuba), hasta que en junio regresó a Cienfuegos por haber sido elegido habilitado de su batallón, continuando en este cargo hasta el mismo mes del siguiente año, en que se incorporó a su batallón en la jurisdicción de San Juan de los Remedios. En el mes de noviembre siguiente fue ascendido a capitán y destinado al Batallón de Cazadores de Gibara n.º 46, al que se unió en Santa Clara para comenzar a prestar con su compañía el servicio de convoyes y escolta. En 1877 marchó a las jurisdicciones de Sagua la Grande y Sagua la Chica en persecución de la partida de Morejón, a la que se consiguió dispersar. Habiendo caído enfermo en el mes de julio, tuvo que ingresar en el Hospital de Sagua la Grande, donde fue reconocido y recibió la recomendación de regresar a la Península para restablecer su salud, por lo que solicitó el traslado, que le sería concedido al haber cumplido su compromiso.
Al llegar a la Península pasó a Rollamienta en situación de reemplazo y a la espera de destino, que no obtendría hasta que en febrero de 1879 se le acomodó en el Batallón de Depósito de Almazán.
Los años siguientes disfrutó de una sosegada vida, a la que no estaba acostumbrado, limitándose a desempeñar diversas comisiones y cargos, hasta que en diciembre de 1882 pasó al Regimiento de la Lealtad n.º 30, en Tolosa, desde donde un año después fue destacado a la frontera francesa para formar parte del cordón sanitario establecido para evitar la propagación en España de la epidemia de cólera que había brotado en el país vecino.
En este tranquilo período de su vida nacieron el resto de sus hijos: Amalia García Pérez, Teresa García Pérez (casada con Santos Viguera Torrellas), Fausto García Pérez (oficial de Infantería, como su padre) y Carmen García Pérez (casada con el también militar Julián Martínez-Simancas Ximénez).
Guarneció los siguientes años diversas plazas en las Provincias Vascongadas, así como las de Logroño y Burgos, permaneciendo en esta última después de haber conseguido el ascenso a comandante en diciembre de 1894. Obtuvo destino en la Zona de Reclutamiento n.º 11, de la que al año siguiente regresó al Regimiento de la Lealtad, en el que, como comandante mayor, intervino en la organización y equipamiento de expediciones con destino a Ultramar, recibiendo las gracias de S.M. el Rey por la gran actividad que desplegó y por su eficacia.
Tras residir dieciséis años en Burgos, en 1902 pasó a hacerlo en Córdoba, al haber sido trasladado a la Comisión Liquidadora del 1.er Batallón Expedicionario de la Reina núm. 2, en la que causó baja en mayo de 1904 por habérsele concedido el retiro.
Falleció en Córdoba en 1915 a consecuencia de una epidemia de gripe.
A lo largo de su vida militar fue muy valorado por sus superiores, quienes le concedieron unas elevadas notas de concepto, que constan en su Hoja de Servicios: además de valor “Acreditado”, se le calificó con “Mucho” en aplicación, capacidad, puntualidad y en las seis disciplinas militares en las que se había instruido.

## Condecoraciones
- Cruz Roja de 1.ª Clase del Mérito Militar (1880), por las acciones de Naranjo y Mojacasabe en Cuba (10 y 11 de febrero de 1874).
- Medalla Conmemorativa de la guerra de Cuba (1875) con distintivo rojo y seis pasadores.
- Declarado Benemérito de la Patria (1876), por los triunfos obtenidos contra los insurrectos de Cuba.
- Cruz (1885) y placa de la Orden de San Hermenegildo (1894).
- Medalla conmemorativa de la Jura de S.M. el Rey (1902).

## Empleos y grados
- Soldado de infantería voluntario. 14/10/1865 – 1/6/1866.
- Cabo 2.º de Infantería. 1/6/1866 – 21/3/1867.
- Cabo 1.º de Infantería. 21/3/1867 – 24/9/1868.
- Grado de sargento 2.º por méritos de guerra. 24/9/1868.
- Sargento 2.º por antigüedad. 27/11/1868 – 15/9/1870.
- Sargento 1.º por pase al ejército de Cuba. 15/9/1870 – 9/7/1871.
- Grado de teniente de Infantería por méritos de guerra. 9/7/1871.
- Alférez de Infantería por méritos de guerra. 19/8/1871 – 15/3/1874.
- Teniente de Infantería por méritos de guerra. 15/3/1874 – 1/12/1876.
- Capitán de Infantería por antigüedad. 1/12/1876 – 1/12/1894.
- Comandante de Infantería por antigüedad. 1/12/1894 - 05/1904.